# Damán y Diu
Damán y Diu fue un territorio de la Unión en la India. Durante más de 450 años estos enclaves costeros en el mar Arábigo formaron parte de la denominada India portuguesa, junto con Goa, Dadra y Nagar Haveli. 
Goa, Damán y Diu fueron ocupados por la República de India el 19 de diciembre de 1961 en la Guerra Luso-India; Portugal no reconoció la soberanía india en estos territorios hasta 1974. Los enclaves fueron administrados como parte de un solo territorio hasta 1987, cuando Goa fue elevado a la categoría de estado federado (pradesh), dejando así a Damán y Diu como territorios de la Unión; cada enclave constituye un distrito en sí mismo.
En 2019, se aprobó una legislación para fusionar el territorio federal de Damán y Diu con su territorio vecino, Dadra y Nagar Haveli, para formar el nuevo territorio de la unión de Dadra y Nagar Haveli y Damán y Diu con efecto a partir del 26 de enero de 2020.
El guyaratí y el maratí son los idiomas principales. Se habla hindi, inglés y existen además lenguas criollas del portugués como la Língua da Casa (lengua de casa) en Damán y la Língua dos Velhos (lengua de los viejos) en Diu. El uso del portugués es muy marginal, y solo unos pocos habitantes de edad avanzada lo hablan con fluidez.

## Damán
Damán (también conocida por la forma en portugués: Damão) es un enclave en la costa occidental de la India, localizado en la desembocadura del río Daman Ganga, y rodeado por el distrito de Valsad (en el estado de Guyarat) y por el mar Arábigo al oeste. El distrito cuenta con una superficie de 72 km², y una población de 158.059 habitantes, incrementada en un 83% entre 1991 y 2001. 
La ciudad es un centro industrial de relativa importancia. Es famosa por sus playas, su arquitectura portuguesa, su iglesia y por la belleza escénica de las ciudades gemelas de Nani-Daman y Moti-Daman, las cuales se ubican en ambos márgenes del río Daman Ganga. La principal ocupación laboral es la pesca. La ciudad de Surat se localiza al Norte, y Bombay a unos 160 km al sur, sobre la costa del mar Arábigo, en el estado de Maharashtra. 
Damán fue ocupada por los portugueses en 1531, y fue oficialmente cedida a Portugal en 1539 por el sultán de Guyarat. Continuó siendo posesión portuguesa hasta que fue ocupada por las fuerzas indias el 19 de diciembre de 1961.

## Diu
Diu es una isla localizada en la costa sur de la península de Kathiawar en Guyarat, separada de tierra firme por una marisma. Cuenta con una superficie de 40 km², y una población de 44.110 habitantes. La ciudad de Diu se encuentra en la punta Este de la isla, y es famosa por su fortaleza y su antigua catedral portuguesa. Es también un importante centro pesquero. La Fuerza Aérea India cuenta con una base en la isla. El pueblo de Ghoghla, localizado en tierra firme, es también parte del territorio. 
En 1535, Bahadur Shah, sultán de Guyarat, firmó una alianza defensiva con los portugueses para luchar contra Humayun, emperador mogol, y permitió a los portugueses la construcción de una fortaleza y una guarnición en la isla. Sin embargo, la alianza pronto se rompió, y los sultanes realizaron varios intentos fallidos por expulsar a los portugueses de la isla entre 1537 y 1546. La fortaleza, reconstruida por Dom João de Castro después del sitio de 1545, aún sigue en pie. 
La isla fue ocupada por la India el 19 de diciembre de 1961. Es considerada una de las más bellas ciudades de la India. Entre sus sitios de interés se incluyen la playa de Nagoa, una de las mejores del país. La arquitectura muestra una fuerte influencia portuguesa.